# Jürgen Groh
Jürgen „Joschi“ Groh (* 17. Juli 1956 in Heppenheim) ist ein ehemaliger deutscher Fußballspieler.

## Sportliche Laufbahn

### Vereinskarriere
Seine sportliche Karriere begann er als Kind bei Starkenburgia Heppenheim. Im Alter von zweieinhalb Jahren verlor er seinen Vater und wurde fortan wie sein Bruder Günter alleine von der Mutter großgezogen. Mit 16 Jahren wechselte er zum VfR Bürstadt und rückte zwei Jahre später in die 1. Männermannschaft auf, mit der er 1975 den Deutscher Amateurmeistertitel holte. Seine Profikarriere begann 1976 beim 1. FC Kaiserslautern. 1980 wechselte er zum Hamburger SV. Hier war er eine feste Größe im Spielsystem von Trainer Ernst Happel. Mit dem HSV wurde er zweimal Deutscher Meister, erreichte 1982 das Finale im UEFA-Pokal, das seine Mannschaft gegen den IFK Göteborg verlor und gewann 1983 das Endspiel um den Europapokal der Landesmeister gegen Juventus Turin.
Nach fünf Jahren in Norddeutschland ging Groh für die Spielzeit 1985/86 in die Türkei und spielte als erster deutscher Spieler bei Trabzonspor in der 1. Lig. Anschließend kehrte er zurück in die Bundesliga und schloss sich erneut dem 1. FC Kaiserslautern an. Dort spielte er bis zum Frühjahr 1989 und beendete danach seine Laufbahn im Lizenzfußball. Seine Karriere im überregionalen Bereich ließ er 1989/90 bei der SV Edenkoben in der damals drittklassigen Amateur-Oberliga ausklingen. Im Anschluss spielte der frühere Nationalspieler bis 1993 noch im Amateurbereich. Insgesamt kam der 1,81 Meter große Abwehrspieler auf 351 Bundesligaeinsätze, davon 197 für den 1. FC Kaiserslautern und 154 für den Hamburger SV, in denen er insgesamt sieben Tore erzielte.

### Auswahleinsätze
Groh absolvierte zwischen 1977 und 1980 neun Einsätze für die B-Auswahl des DFB, in denen ihm ein Treffer gelang. In 14 Spielen lief der HSV-Profi in den Jahren 1982 bis 1984 für die Olympiaelf. Neben sechs Partien in der Qualifikation für die Spiele in Los Angeles, war Groh auch beim olympischen Fußballturnier 1984 in vier Begegnungen am Ball. Nach dem Aus im Viertelfinale konnte das westdeutsche Team um Trainer Erich Ribbeck nicht in den Kampf um die Medaillen eingreifen.
Sein erstes Länderspiel für die A-Nationalmannschaft bestritt er am 26. Mai 1979 beim 3:1 im Spiel gegen Island in der Startaufstellung. Dieses Testspiel war für vier Jahre sein letztes Länderspiel. Durch seine Leistungen beim Hamburger SV bot er sich erneut Bundestrainer Jupp Derwall an und so kam er am 7. September 1983 gegen Ungarn zu seinem zweiten und letzten A-Länderspiel. Das Spiel endete 1:1.

## Weiterer Werdegang
Groh arbeitete nach seiner Karriere als Briefträger in seinem Geburtsort Heppenheim und in Landstuhl (Pfalz). Bereits vor seiner Profikarriere war er als Postbote tätig gewesen. Er lebt im Süden von Deutschland.